# Gavialiceps bertelseni
Gavialiceps bertelseni är en fiskart som beskrevs av Karmovskaya, 1993. Gavialiceps bertelseni ingår i släktet Gavialiceps och familjen Muraenesocidae. Inga underarter finns listade i Catalogue of Life.